# Cocoșești (okręg Prahova)
Cocoșești – wieś w Rumunii, w okręgu Prahova, w gminie Păulești. W 2011 roku liczyła 914 mieszkańców.